# Henrietta Godolphin
Lady Henrietta Godolphin (1701 – 17 luglio 1776) è stata una nobildonna inglese.

## Biografia
Era la figlia di Francis Godolphin, II conte di Godolphin, e di sua moglie, Henrietta Churchill, II duchessa di Marlborough.

## Matrimonio
Sposò, il 2 aprile 1717, Thomas Pelham-Holles, I duca di Newcastle, figlio di Thomas Pelham, I barone di Laughton e di Lady Grace Holles.
Come suo marito, Henrietta era una sostenitrice del partito Whig e sostenne l'ascesa al trono di Giorgio I.
Durante gli anni del loro matrimonio, divennero famosi per le loro feste.

## Morte
Morì il 17 luglio 1776.